# Linea Kominato
La linea Kominato (小湊鉄道線?, Kominato tetsudō-sen) è una linea ferroviaria regionale a scartamento ridotto nella prefettura di Chiba, in Giappone, e si trova quasi totalmente nel territorio comunale della città di Ichihara, con il capolinea di Kazusa-Nakano situato nella città di Ōtaki.
La ferrovia, a gestione privata, è lunga quasi 40 km, totalmente priva di elettrificazione (circolano veicoli diesel risalenti agli anni '70) e a binario singolo, e percorre le scenografiche colline dell'interno della penisola di Bōsō.

## Servizi
Fra Goi e Kazusa-Ushiku circolano mediamente 1 o 2 treni all'ora, fermanti a tutte le stazioni, con un treno ogni 2 ore fra Kazusa-Ushiku e Kazusa-Nakano. Generalmente i treni viaggiano composti di due carrozze, che salgono a 3 durante l'ora di punta.

## Stazioni
| Stazione         | Giapponese | Distanza | Collegamenti | Posizione | Posizione |
| ---------------- | ---------- | -------- | ------------ | --------- | --------- |
| Goi              | 五井       | 0.0      | Linea Uchibō | Ichihara  | Chiba     |
| Kazusa-Murakami  | 上総村上   | 2.5      |              | Ichihara  | Chiba     |
| Amaariki         | 海士有木   | 5.4      |              | Ichihara  | Chiba     |
| Kazusa-Mitsumata | 上総三又   | 7.2      |              | Ichihara  | Chiba     |
| Kazusa-Yamada}   | 上総山田   | 8.6      |              | Ichihara  | Chiba     |
| Kōfūdai          | 光風台     | 10.6     |              | Ichihara  | Chiba     |
| Umatate          | 馬立       | 12.4     |              | Ichihara  | Chiba     |
| Kazusa-Ushiku    | 上総牛久   | 16.4     |              | Ichihara  | Chiba     |
| Kazusa-Kawama    | 上総川間   | 18.5     |              | Ichihara  | Chiba     |
| Kazusa-Tsurumai  | 上総鶴舞   | 20.0     |              | Ichihara  | Chiba     |
| Kazusa-Kubo      | 上総久保   | 22.0     |              | Ichihara  | Chiba     |
| Takataki         | 高滝       | 23.8     |              | Ichihara  | Chiba     |
| Satomi           | 里見       | 25.7     |              | Ichihara  | Chiba     |
| Itabu            | 飯給       | 27.5     |              | Ichihara  | Chiba     |
| Tsukizaki        | 月崎       | 29.8     |              | Ichihara  | Chiba     |
| Kazusa-Ōkubo     | 上総大久保 | 32.3     |              | Ichihara  | Chiba     |
| Yōrōkeikoku      | 養老渓谷   | 34.9     |              | Ichihara  | Chiba     |
| Kazusa-Nakano    | 上総中野   | 39.1     | Linea Isumi  | Ōtaki     | Chiba     |